# Convenzione sull'unificazione di taluni elementi del diritto dei brevetti d'invenzione
La Convenzione sull'unificazione di taluni elementi del diritto dei brevetti d'invenzione è stata promossa dal Consiglio d'Europa, e sottoscritta il 27 novembre 1963 da alcuni stati appartenenti a tale organismo; è entrata in vigore il 1º agosto 1980.
Al 2013 aderiscono 13 Paesi.
La Convenzione si proponeva l'obiettivo di unificare alcune regole del diritto brevettuale dei vari stati. I punti principali riguardavano i requisiti di brevettabilità e il contenuto della domanda di brevetto.
I principi dettati dalla Convenzione sono stati successivamente recepiti dalla Convenzione di Monaco sul Brevetto Europeo.